# 肖乃台
肖乃台（?—?），蒙古帝国克烈部土别干氏，蒙古大将。
开始随成吉思汗统一漠北，1206年，大蒙古国建立，隶属于左翼万户木华黎帐下先锋。随从伐金朝。1213年，破涿州，收降史秉直和史天倪、史天泽父子。1225年，和史天泽讨伐真定的叛将武仙，击败武仙的将领葛铁枪。攻克中山府，攻取无极县、赵州，击走武仙，收复真定。擒杀南宋将领彭义斌，克大名府、东平府。1227年，随孛鲁定益都，受命屯驻济州、兖州防备南宋。1232年，攻略汴京，在睢州斩杀完颜庆山奴。1234年，配合大军攻破蔡州，灭金国。统帅史天泽等三万户镇守东平。1236年，以功赐东平三百户为食邑。在任上去世。

## 传記資料
- 《元史》卷120 列传第七
- 《新元史》卷130 列傳第二十七